# Hesel (Dolna Saksonia)
Hesel – miejscowość i gmina w Niemczech, w kraju związkowym Dolna Saksonia, w powiecie Leer, siedziba gminy zbiorowej Hesel.

## Dzielnice gminy
- Beningafehn
- Hasselt
- Heseler Hörn
- Kiefeld
- Kleinhesel
- Neuemoor
- Stikelkamp